# Élie Bédé des Fougerais
Pour les articles homonymes, voir Bédé.
Élie Bédé des Fougerais (1595-1667) est un médecin du XVIIe siècle, raillé par Molière, sous le nom de Des Fonandrès.

## Biographie
Élie Bédé ou Béda était né à Paris le 7 juin 1595 dans une riche famille protestante d'origine angevine. Il fut baptisé au temple de Grigny le 20 juin suivant. Il était le troisième enfant de Jean Bedé de la Gourmandière (1563-1648), avocat au parlement de Paris, et de Marie d'Ailleboust (1575-1640). Il était affligé d'une boiterie des deux jambes. Né protestant, il se convertit en 1648 pour, au dire de Guy Patin, « ...faire fortune et avancer ses enfants. ». 
Reçut docteur en médecine, comme son grand-père maternel, en 1621, il comptait dans sa clientèle « les plus grands noms de l'aristocratie et de la magistrature » et fut le premier médecin de Madame, belle-sœur de Louis XIV. Ces importants clients lui conféraient une aisance financière considérable. C'est sous le nom d’Élie Béda qu'il figure dans les registres de la Faculté de médecine. Il y rajouta ultérieurement Des Fougerais, du nom d'une terre héritée de son grand-père. Il se fit longtemps appeler Béda ou Bédé des Fougerais, puis Des Fougerais tout court pour se parer d'une fausse noblesse.

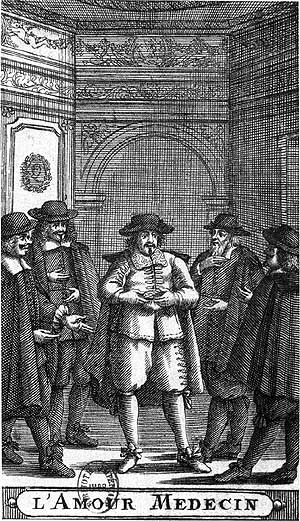
Comédie-ballet dans laquelle Molière se moque d'Élie Bédé

## Un médecin contesté
Il fut raillé par Molière dans sa comédie-ballet L'Amour médecin sous le nom de Des Fonandrès. « Comme Molière voulait déguiser leurs noms, il pria son ami Boileau de lui en forger de convenables. Boileau en composa en effet qui étaient tirés du grec, et qui indiquaient le caractère de chacun de ces messieurs. Il donna à Fougerais le nom de Des Fonandrès qui signifie tueur d'hommes... »,.
Son confrère et contemporain Guy Patin le critiqua violemment à de nombreuses reprises dans ses lettres : « Maître Elie Béda des Fougerais, notre collègue mais grand charlatan... »  ou « Je pense que si cet homme croyait qu'il y eût au monde un plus grand charlatan que lui, il tâcherait de le faire empoisonner. ». Ces charges virulentes n'étaient pas de simples malveillances car la Faculté elle-même lui infligea, par décret, une réprimande pour son charlatanisme. Il semble toutefois que l'accusation d'avoir provoqué l'avortement de la duchesse de Châtillon à l'aide de vomitifs, rapportée par Bussy-Rabutin, soit infondée.

## Famille et décès
Le dimanche 18 avril 1627, il épousa en premières noces, dans le temple de Charenton, Marie Androuet du Cerceau (1610-1650), fille de Jean Androuet du Cerceau, architecte et surintendant des bâtiments du roi et de Marie de Malapert. Marie Androuet décéda à l'âge de 40 ans, laissant cinq enfants en bas âge sur les onze nés de ce mariage. Elie Bédé des Fougerais se remaria, cette fois à l'église catholique, le 29 mais 1651 avec Louise Trémollières, fille d'un conseiller secrétaire du roi, union dont naquit deux autres enfants.
Elie Bédé des Fougerais mourut à Paris le 20 aout 1667, à l'âge de 72 ans, dans sa maison du quai Guénégaud, proche de l'Hôtel de Nevers. À sa demande, il fut enterré en l'Église Saint-André-des-Arts auprès de sa seconde femme.